# Fire Island National Seashore
Fire Island National Seashore (FINS) ist eine der National Seashores der Vereinigten Staaten. Das Schutzgebiet umfasst einen 26 mi (42 km) langen Abschnitt von Fire Island, einer Barriereinsel vor Long Island im Suffolk County des Bundesstaates New York. Sie trennt die Great South Bay vom Offenen Meer.

## Geographie
Die Insel ist ungefähr 48 km lang und der südwestlichste Teil steht als Teil des Robert Moses State Park bereits von bundesstaatlicher Seite unter Schutz. Nur sehr kleine Abschnitte der schmalen Insel um Saltaire und Fire Island Pines sind von den Schutzgebieten ausgenommen.
Es gibt 17 private Communities innerhalb der Grenzen der Fire Island National Seashore, neben den bereits genannten auch Ocean Beach. Nur zwei Brücken führen nach Fire Island. Innerhalb des Schutzgebietes gibt es keine öffentlichen Straßen. Der Robert Moses Causeway führt zum Robert Moses State Park am Westende von Fire Island, während der William Floyd Parkway zum Ostende der Insel führt. Auch mit privaten Booten oder der Fähre von Patchogue, Sayville und Bay Shore auf Long Island ist ein Zugang möglich.
Fire Island National Seashore wurde am 11. September 1964 als Institution des National Park Service eingerichtet.
Eine örtlich getrennte Einheit der Fire Island National Seashore befindet sich auf Long Island. Sie stellt das Haus und Anwesen von William Floyd unter Schutz, eines Generals des Amerikanischen Unabhängigkeitskrieges und Unterzeichners der Unabhängigkeitserklärung der Vereinigten Staaten. Das William Floyd House ist in der Liste des National Register of Historic Places und befindet sich in Mastic Beach.

## Sehenswürdigkeiten

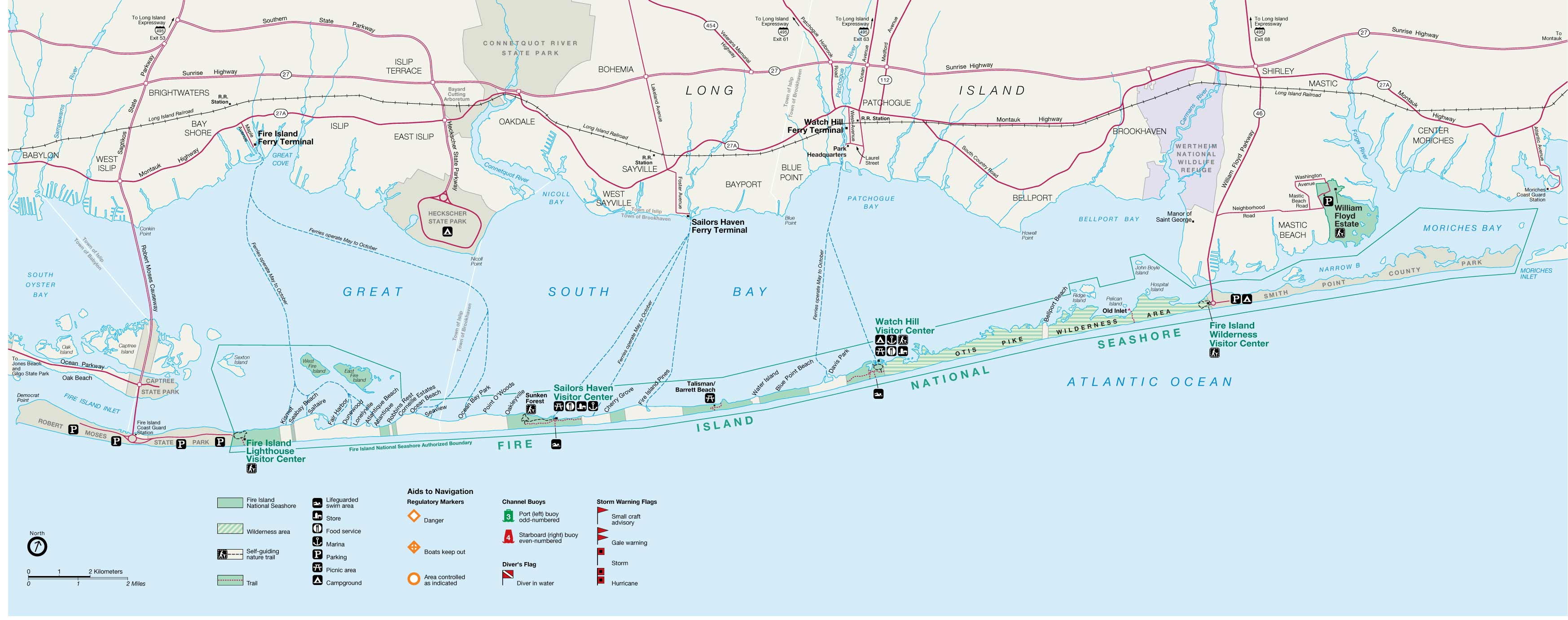
Karte der Fire Island National Seashore.

In der Nähe des Leuchtturms Fire Island Lighthouse am Westende des Küstenabschnitts, in der Nähe des Robert Moses State Park, war die Lighthouse Beach eine beliebte clothing optional beach (FKK-Strand). Seit 2013 wurde ein FKK-Verbot (nudity ban) durchgesetzt.
Bei Sailor's Haven gibt es einen 1,5 mi (2,4 km) langen Holzsteg durch den so genannten Sunken Forest mit einem angeschlossenen Visitor Center, einem Laden und einem öffentlichen Yachthafen (Marina).
Otis Pike Fire Island High Dune Wilderness, am Ostende von Fire Island, ist die einzige gesamt-nationale U.S. Wilderness Area im Staat New York.